# Ancho de quince pulgadas

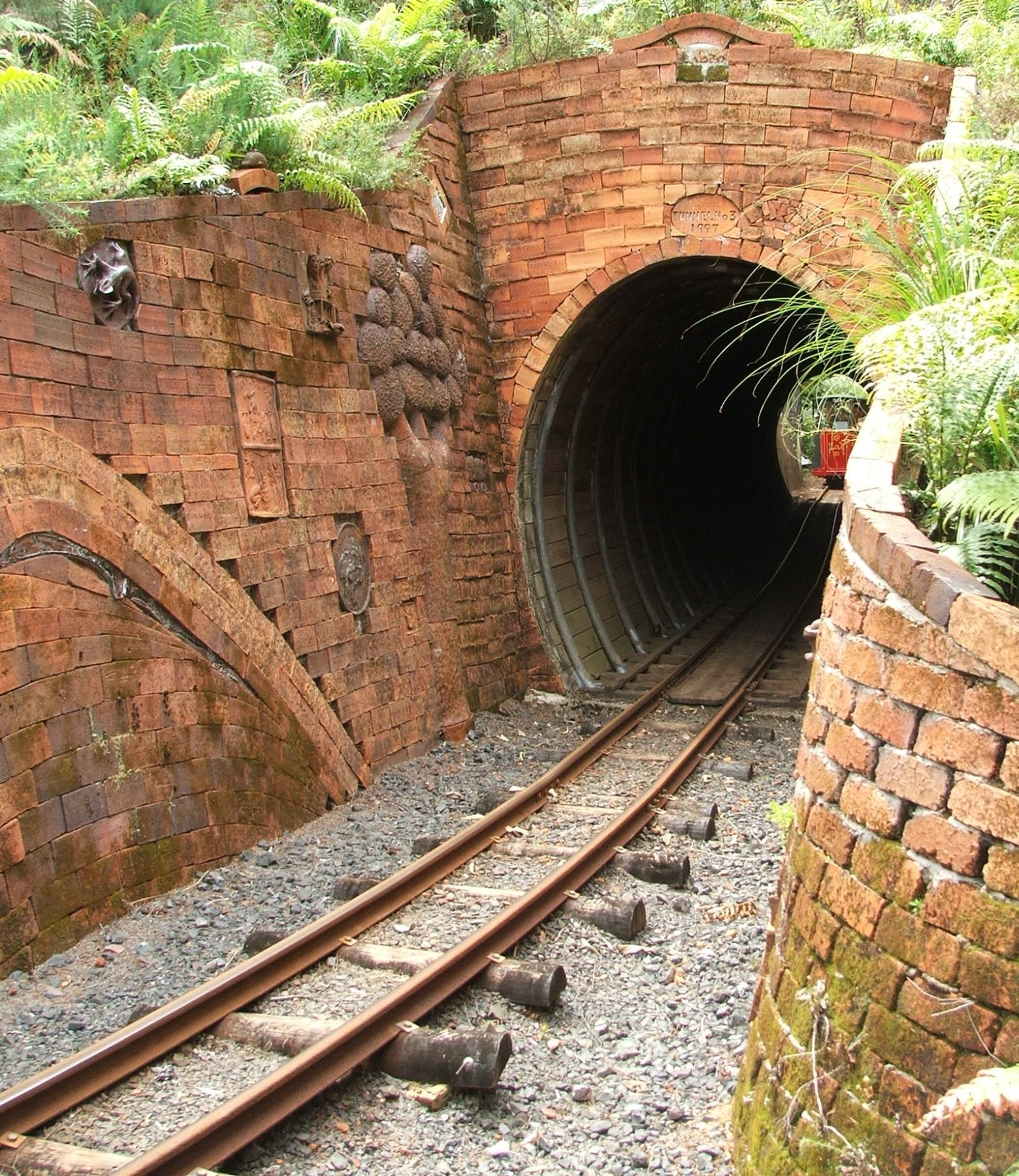
Vía de 15" del ferrocarril de Driving Creek (Nueva Zelanda)

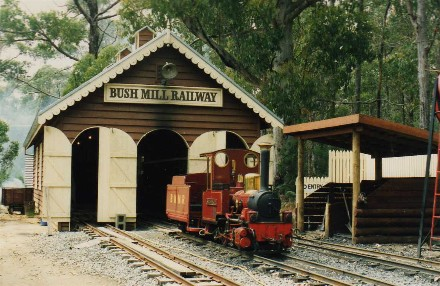
Locomotora Mountaineer junto a las Cocheras del Ferrocarril de Bush Mill (enero de 1987

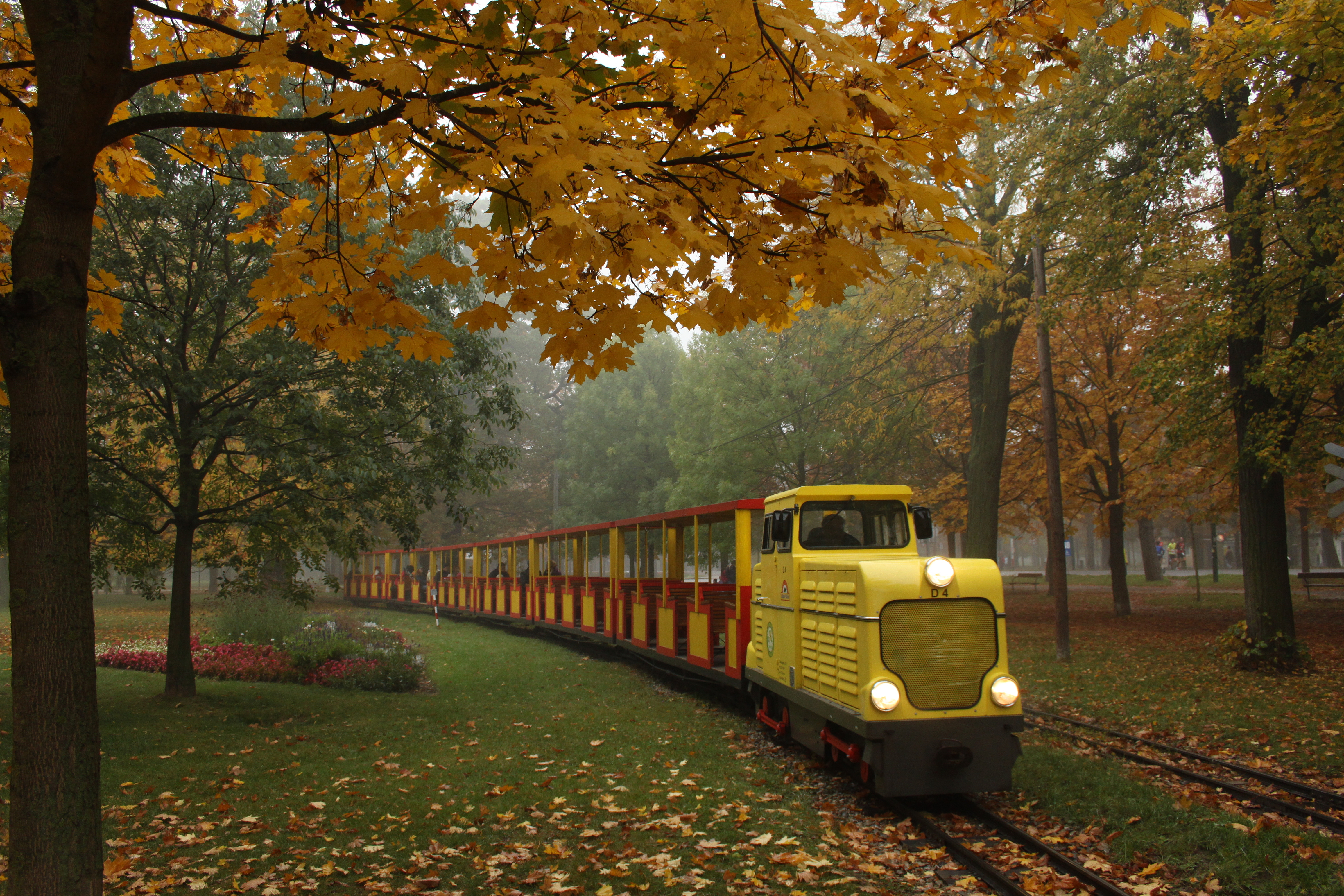
El Tren Liliput del Prater de Viena en otoño

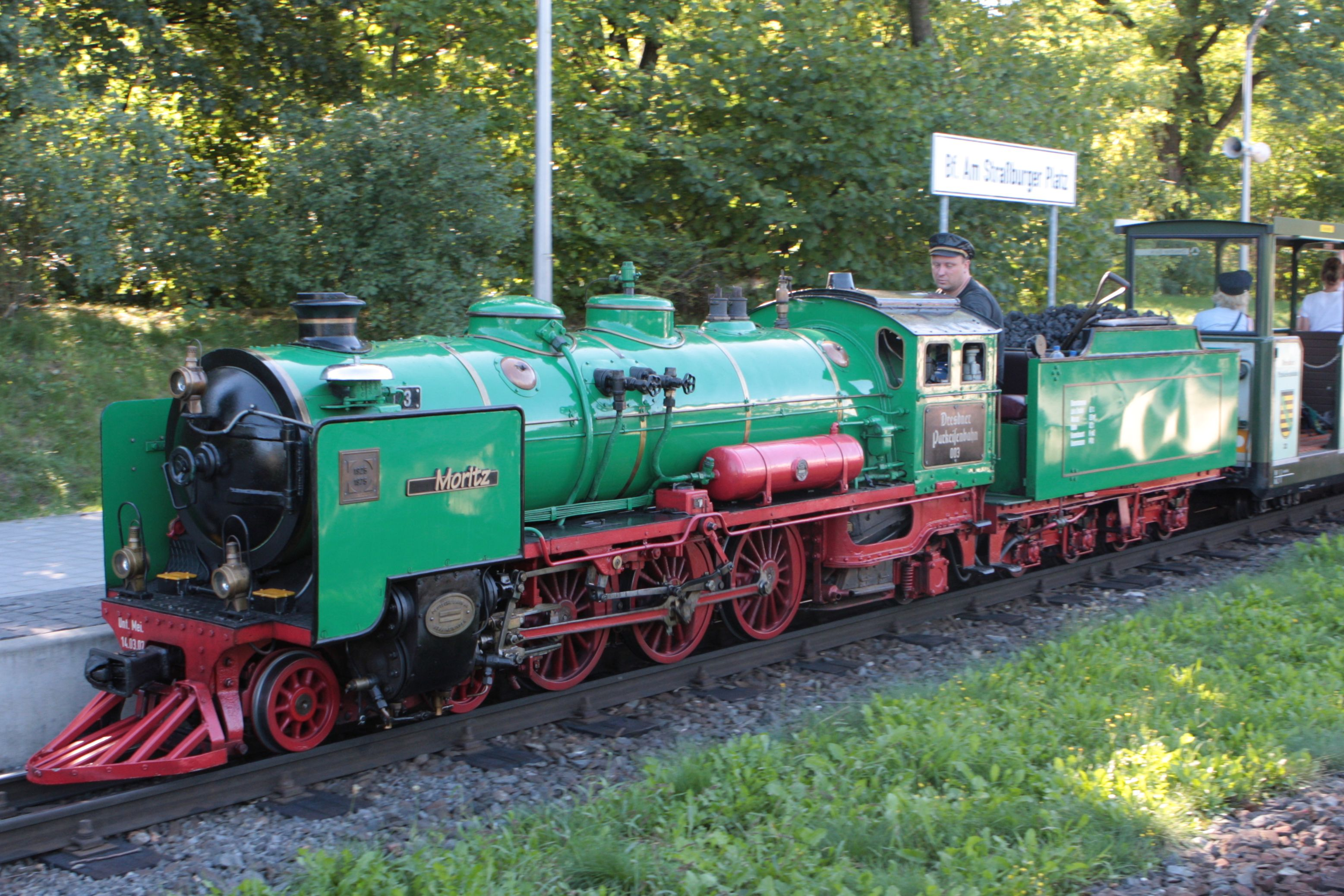
Locomotora de vapor del Ferrocarril del Parque de Dresde

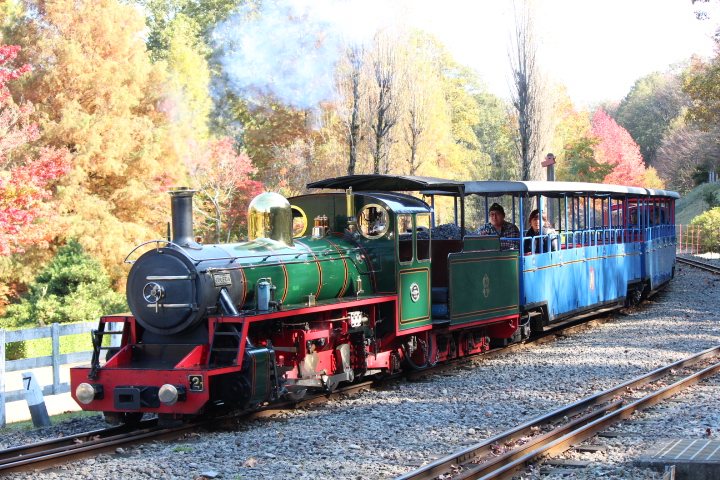
Ferrocarril miniatura de Nijinosato (Japón)

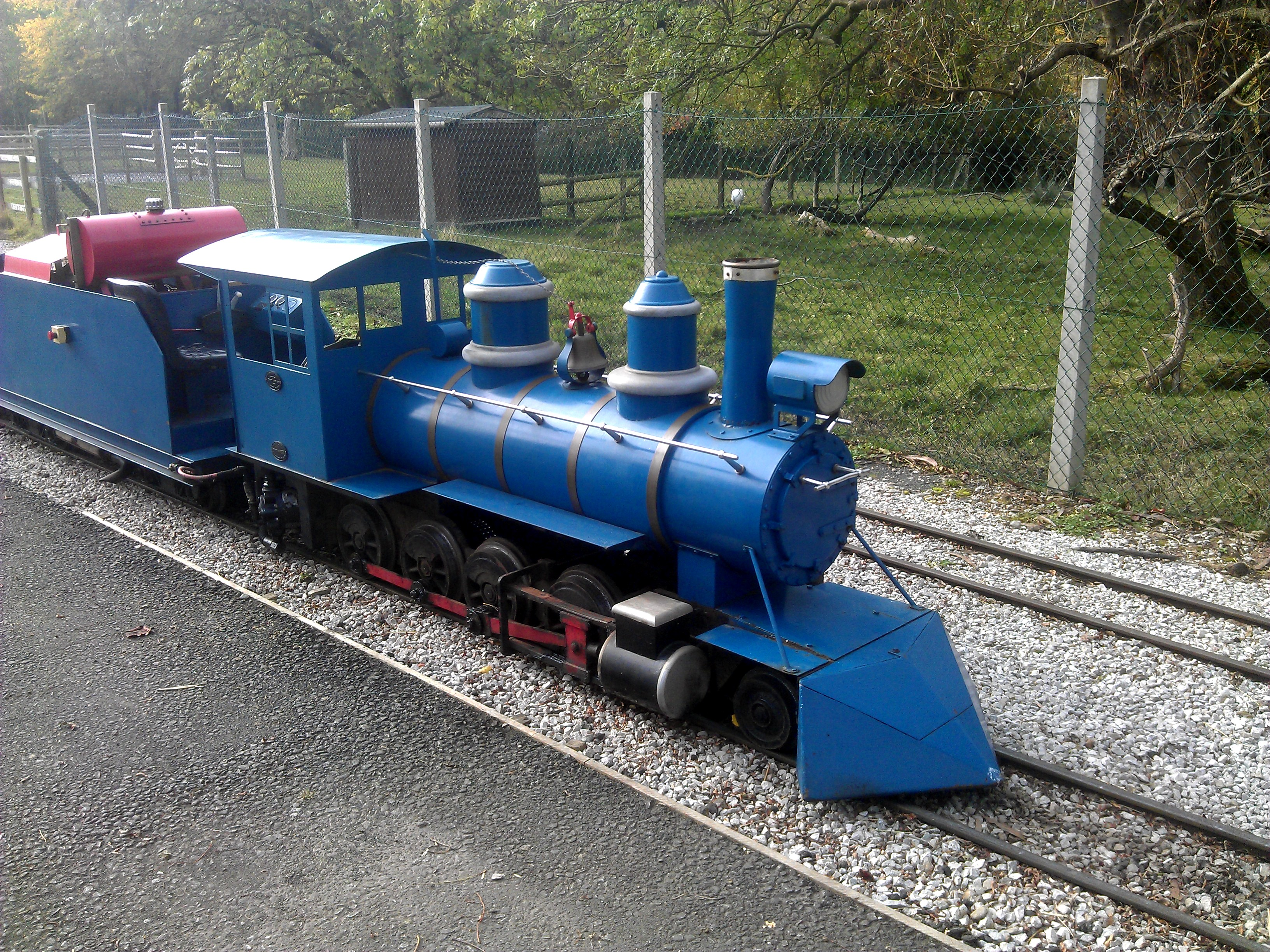
Tren miniatura del Zoo de Blackpool (Reino Unido)

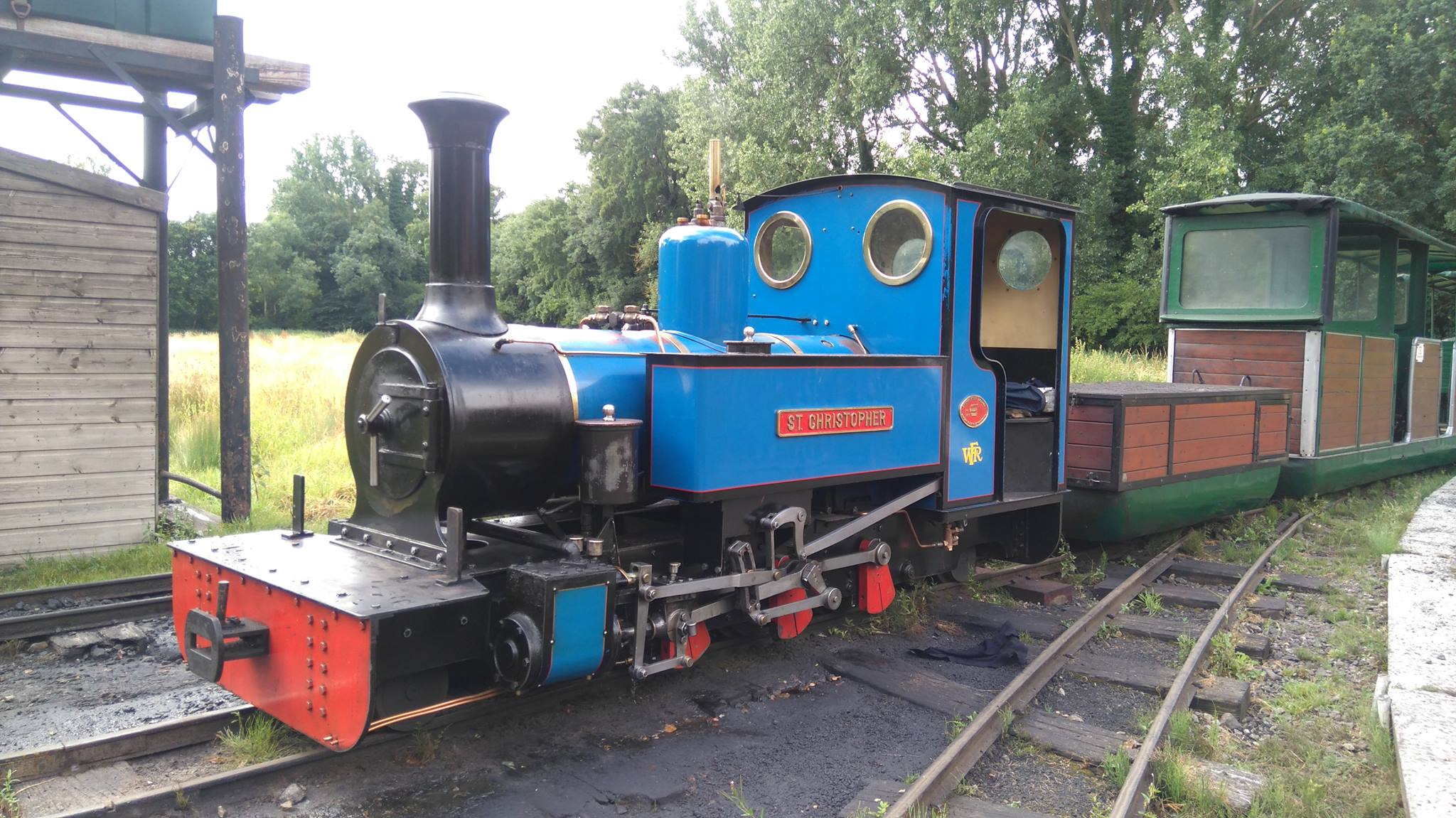
Locomotora St Christopher en Bressingham (Reino Unido)

El ancho de vía de 15 pulgadas (como su nombre indica, con una medida de 15 plg (381 mm)) se desarrolló a partir de los estudios realizados por el ingeniero británico Arthur Heywood, interesado en lo que llamó un ferrocarril de ancho mínimo, que pudiera tenderse con la máxima facilidad en escenarios tan distintos como una explotación privada o un campo de batalla. En 1874 describió este principio subyacente en la construcción del Ferrocarril de Duffield Bank, distinguiéndolo de un "ferrocarril de vía estrecha".
Habiendo construido previamente un pequeño ferrocarril de 9 plg (229 mm) de ancho, se decidió por la medida de 15 plg (381 mm) como el mínimo que podía considerarse práctico.
Con posterioridad, se ha convertido en uno de los formatos más utilizados en los recorridos habilitados para los visitantes de numerosos parques temáticos, parques de atracciones, zoológicos, parques safari y distintos grandes parques públicos de todo el mundo. Algunos de los más antiguos de estos lugares, y más específicamente los dedicados a la temática ferroviaria, suelen conservar trenes impulsados por sus pequeñas máquinas de vapor originales.
Como se puede observar en la lista siguiente, la mayoría de estas vías se concentran en el Reino Unido y en los Estados Unidos.

## Instalaciones
| País/Territorio | Ferrocarril |
| --------------- | --- |
| Australia       | - Ferrocarril de Bush Mill |
| Austria         | - Ferrocarril Liliput del Prater - Ferrocarril del Parque Donau |
| Francia         | - Ferrocarril de Anse |
| Alemania        | - Ferrocarril del Parque de Dresde - Ferrocarril de Killesberg - Ferrocarril del Parque Leipziger |
| Japón           | - Ferrocarril Shuzenji Romney |
| Nueva Zelanda   | - Ferrocarril de Driving Creek |
| Reino Unido     | Inglaterra - Ferrocarril Adventure (ubicado en Alton Towers) (desaparecido - el parque sigue funcionando) - Ferrocarril Miniatura del Zoo de Blackpool - Ferrocarril de Blenheim Park - Tren de vapor de Bressingham y Jardines - Ferrocarril del Valle de Bure - Ferrocarril Ligero de la Costa de Cleethorpes - Ferrocarril de Duffield Bank - Ferrocarril de Eaton Hall - Ferrocarril Ligero de Evesham Vale - Ferrocarril de Far Tottering y Ramal de Oyster Creek - Ferrocarril Miniatura de Haigh Hall (cerrado en 2012, reabierto en 2014) - Ferrocarril Ligero de Heatherslaw - Ferrocarril del Festival Internacional de Jardines - Ferrocarril Ligero de Kirklees - Ferrocarril Miniatura de Lakeside - Ferrocarril de Vapor del Valle de Lappa - Exprés Rio Grande de Lightwater - Ferrocarril de Longleat - Ferrocarril Ligero del Parque Markeaton - Parque Paradise, Cornualles - Ferrocarril de Perrygrove - Ferrocarril de Ravenglass y Eskdale - Ferrocarril de Romney, Hythe y Dymchurch - Ferrocarril de Ruislip Lido - Ferrocarril Miniatura de Saltburn - Ferrocarril Miniatura de Sand Hutton - Ferrocarril del Bosque de Sherwood El Sherwood Forest Railway es un tren ligero de 15" de ancho que atraviesa el antiguo Sherwood Forest Farm Park en Nottinghamshire - Ferrocarril del Valle de Waveney (ubicado en Bressingham) (además, con un ferrocarril de ancho estándar separado, otro tren de ancho 2 pies (610 mm) separado llamado Ferrocarril Nursery, y un tren de ancho 10 1/4 plg (260 mm) separado, llamado Ferrocarril del Jardín) (en funcionamiento) Irlanda del Norte Escocia - Ferrocarril Miniatura de Craigtoun Gales - Museo del Ferrocarril del Valle de Conwy - Ferrocarril de Fairbourne (convertido del ancho 2 pies (610 mm), luego convertido a 12 1/4 plg (311 mm)) (líneas mixtas con vía de ancho 1 pies 6 plg (457 mm) y 15 plg (381 mm) previamente instaladas) (en funcionamiento) - Ferrocarril Ligero del Valle de Rhiw - Ferrocarril Miniatura de Rhyl |
| Estados Unidos  | Arizona - Ferrocarril Paradise & Pacífico (ubicado en el Parque Ferroviario McCormick-Stillman) (también está presente el ferrocarril 7 1/2 plg (191 mm) separado, llamado Scottsdale Live Steamers) (en funcionamiento) California - Ferrocarril de Orland, Newville y del Pacífico (en funcionamiento) - Ferrocarril de l Valle de Redwood (en funcionamiento) - Ferrocarril de Sonoma TrainTown (en funcionamiento) Colorado - Tiny Town & Ferrocarril (en funcionamiento) Illinois - American Heritage Railroad (en funcionamiento) Massachusetts - Parque Look (en funcionamiento) Míchigan - Parque de Eden Springs (en funcionamiento) Pensilvania - Ferrocarril de Little Toot (ubicado en Asociación Histórica Rough y Tumble Ingenieros) (también está presente un ferrocarril de ancho de vía 2 pies 6 plg (762 mm) llamado Ferrocarril Shay) (en funcionamiento) - Pint-Sized Pufferbelly (también existe un ferrocarril de ancho estándar separado llamado Ferrocarril Strasburg) (en funcionamiento) Texas - Ferrocarril Miniatura de Forest Park (en funcionamiento) - Zoo de San Antonio Eagle (en funcionamiento) Wisconsin - Ferrocarril de Riverside y del Gran Norte (en funcionamiento) - Tren Safari (ubicado en Zoo del Condado de Milwaukee) (en funcionamiento) |